# Cole Porter
Cole Albert Porter (Peru, Indiana, 9 de junio de 1891-Santa Mónica, California, 15 de octubre de 1964) fue un reconocido compositor y letrista de música popular estadounidense, autor de más de mil canciones (muchas de ellas, consideradas clásicos del cancionero estadounidense o Great American Songbook) realizadas principalmente para comedias musicales y películas musicales, entre las que destacan, mencionando algunas de las más populares y ampliamente versionadas: "Anything Goes", "Begin The Beguine", "Night and Day", "Easy To Love", "It's All Right With Me", "I've Got You Under My Skin", "Just One Of Those Things", "Let's Do It (Let's Fall In Love)", "Love For Sale", "What Is This Thing Called Love", "Friendship", "You're the top", "True Love", o "You'd Be So Nice To Come Home To".
Al contrario que la inmensa mayoría de célebres compositores de Broadway y del American Songbook, que trabajaban en equipo, Porter componía tanto la música como la letra de sus canciones. Nacido en una familia adinerada en Indiana, Porter desafió los deseos de su abuelo y tomó la música como profesión. De formación clásica, se sintió atraído por el teatro musical. Después de un comienzo lento, comenzó a alcanzar el éxito en la década de 1920 y, en la década de 1930, era uno de los principales compositores de canciones de Broadway. Después de un grave accidente montando a caballo en 1937, Porter quedó discapacitado y con dolores constantes, pero continuó trabajando. Sus espectáculos de principios de la década de 1940 no contenían los éxitos duraderos de su mejor trabajo de las décadas de 1920 y 1930, pero en 1948 hizo un regreso triunfal con su musical más exitoso, Kiss Me, Kate. Ganó el primer Premio Tony al Mejor Musical.
Los otros musicales de Porter incluyen Fifty Million Frenchmen, DuBarry Was a Lady, Anything Goes , Can-Can y Silk Stockings. Sus numerosas canciones exitosas incluyen " Night and Day", "Begin the Beguine", "I Get a Kick Out of You", "Well, Did You Evah!", "I Have You Under My Skin", "My Heart Belongs to Daddy" y " Eres el mejor". También compuso partituras para películas de la década de 1930 a la de 1950, incluida Born to Dance (1936), que incluía la canción " You 'Rosalie (1937), que contó con "In the Still of the Night"; High Society (1956), que incluyó "True Love" y Les Girls (1957).

## Primeros años y universidad
Nació en la ciudad de Peru, en el estado de Indiana, en el seno de una familia protestante acomodada; su abuelo materno, James Omar (J. O.: [yéiou]) era un rico comerciante de California, con una fortuna estimada en diecisiete millones de dólares, que poseía grandes extensiones de terrenos ricos en madera, carbón y petróleo y que ejercía una fuerte influencia sobre toda su familia. Sus padres eran Kate Cole y Samuel Fenwick Porter; un empresario, propietario de varias tiendas de droguería en Perú, pero que no alcanzaba el nivel económico de su suegro, era aficionado a la música y un buen pianista, de quien Cole heredó sus cualidades musicales. La residencia en la que vivió Porter de niño era una gran casa victoriana a solo unas calles del centro de la ciudad.
La muerte de dos hijos a temprana edad provocó que su madre se volcara profundamente hacia Cole, lo introdujo en la música muy pronto. Así, a los seis años practicaba diariamente el piano, aprendió a tocar el violín y escribió su primera opereta (con ayuda de su madre) a los 10. El abuelo de Porter quería que este se hiciera abogado, se convirtiera en su sucesor al frente de sus negocios y, con esa carrera en mente, asistió a la Academia Worcester y a la Universidad de Yale, donde inició sus estudios en 1909 (en Yale se unió a la sociedad secreta Pergamino y Llave, y a la fraternidad Delta Kappa Epsilon). En esta universidad desarrolló sus cualidades musicales, compuso canciones para el equipo de fútbol de la universidad que constituyeron grandes éxitos como «Bulldog Bulldog» y «Bingo Eli Yale». y dirigió el coro Yale Glee Club, con el que realizó una exitosa gira en las navidades de 1912. Tras su paso por Yale accedió a la Facultad de Derecho de Harvard en 1913, donde permaneció un año, decidiéndose a concentrarse en la música, se trasladó a la Escuela de Música de Harvard.

## Carrera profesional
En 1915, compuso su primera canción para Broadway, «Esmeralda», para la revista musical Hands Up y un año más tarde, en 1916 realizó su primera producción teatral de Broadway, See America First, que fue un fracaso y solo permaneció dos semanas en cartel. Tras este primer traspié, Porter se refugió en París, donde estudió contrapunto, armonía y orquestación. Cuando volvió, le encantaba decirle a la gente que se había alistado en la Legión Extranjera de Francia, pero en realidad fue a trabajar para la Fundación de Socorro Duryea. Porter tenía varios uniformes militares hechos a medida que llevaba cuando el humor lo empujaba a ello. Se estableció en un apartamento de lujo en París. Sus deberes de la fundación le dejaban mucho tiempo libre para llevar una vida de playboy. En 1918, conoció a Linda Lee Thomas, una rica divorciada, ocho años mayor que él, quien le abrió aún más su esfera de contactos sociales y con la que contrajo matrimonio el 12 de diciembre de 1919, en París.

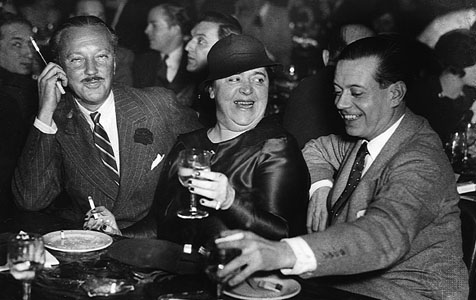
De izquierda a derecha: William Rhinelander Stewart, Elsa Maxwell y Cole Porter, en 1934.

En 1928, volvió a Broadway con el musical París, que constituiría su primer éxito. Fue un encargo de E. Ray Goetz, a instancias de la esposa de Goetz y de la cantante Irène Bordoni. Ella había elegido como compositores a Rodgers y Hart, pero no estaban disponibles y el agente de Porter persuadió a Goetz para contratar a Porter en su lugar. Los trabajos de Porter para la obra fueron interrumpidos en agosto de 1928 con motivo de la muerte de su padre. La obra se estrenó en Broadway el 8 de octubre de 1928. Porter no asistió a la primera representación porque se encontraba en París para supervisar el espectáculo La Revue, para el que había sido contratado y que también constituyó un éxito. Estos éxitos abrieron definitivamente a Porter las puertas de Broadway, siendo en palabras de Citron «aceptado en el escalón más alto de los compositores de Broadway». Los musicales y canciones de Porter pronto lo hicieron popular; muchos de ellos fueron escritos teniendo en mente a Fred Astaire y Ethel Merman.
En 1937, en un accidente montando a caballo, se partió las piernas que le dejaron dolores crónicos. . De acuerdo con una biografía de William McBrien, una historia probablemente apócrifa del propio Porter dice que compuso la letra de parte de «At Long Last Love» mientras yacía dolorido esperando a que lo rescataran del accidente. Porter sufrió más de cuarenta operaciones en las piernas y padeció constantes dolores el resto de su vida. Durante este periodo, las muchas operaciones lo condujeron a una depresión. Porter fue una de las primeras personas en experimentar un nuevo tratamiento para esta enfermedad, el electrochoque.
Panama Hattie (1940) fue el éxito más duradero de Porter hasta esa fecha, con 501 representaciones en Nueva York a pesar de la ausencia de canciones perdurables de Porter,. protagonizada por Merman, Arthur Treacher y Betty Hutton. ¡Afrontémoslo! (1941), protagonizada por Danny Kaye, tuvo una carrera aún mejor, con 547 representaciones en Nueva York. También careció de números que se convirtieran en estándares, y Porter siempre la contó entre sus esfuerzos menores. Something for the Boys (1943), protagonizada por Merman, tuvo 422 representaciones, y Mexican Hayride (1944), protagonizada por Bobby Clark, con June Havoc, tuvo 481 representaciones. Estos espectáculos tampoco son estándares de Porter. Los críticos no se anduvieron con chiquitas y se quejaron de la falta de éxitos y del bajo nivel general de las piezas. Tras dos fracasos, Seven Lively Arts (1944) (que incluía el clásico "Ev'ry Time We Say Goodbye") y Around the World (1946), muchos pensaron que la mejor época de Porter había terminado.

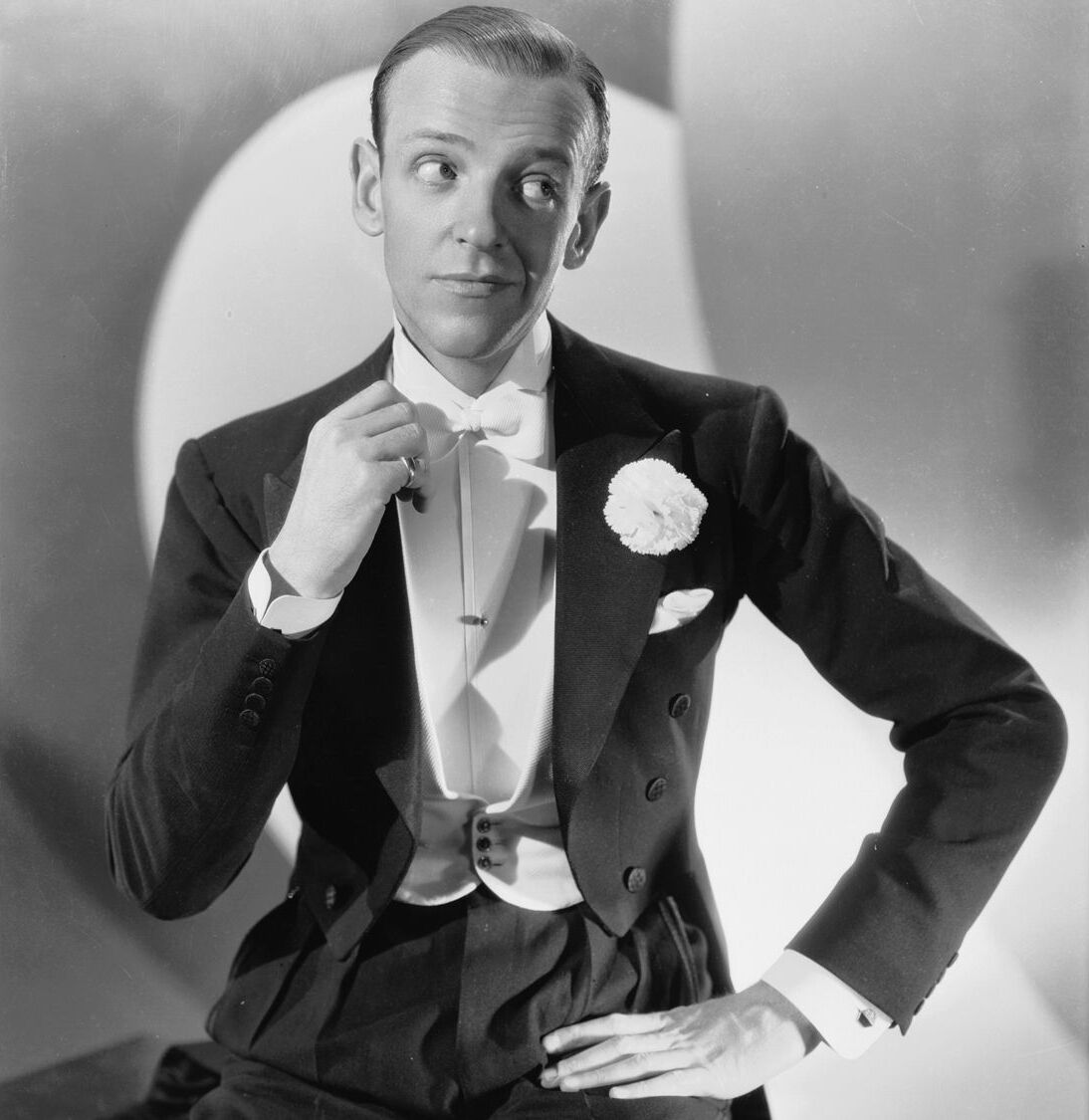
Fred Astaire en You'll Never Get Rich

Mientras continuaba con los musicales de Broadway, Porter siguió escribiendo para Hollywood, como en You'll Never Get Rich (1941), con Fred Astaire y Rita Hayworth, Something to Shout About (1943), con Don Ameche, Janet Blair y William Gaxton, y Mississippi Belle (1943-44), que se abandonó antes de comenzar el rodaje. También colaboró en la realización de la película Night and Day (1946), una biografía en gran parte ficticia de Porter, con un poco plausible Cary Grant en el papel principal. La crítica se burló, pero la película fue un gran éxito, sobre todo por la gran cantidad de números clásicos de Porter que contenía. El éxito de la biopic contrastó fuertemente con el fracaso de la película de Vincente Minnelli El pirata (1948), con Judy Garland y Gene Kelly, en la que cinco nuevas canciones de Porter recibieron poca atención.
Porter y Jean Howard a principios de 1954
Desde este punto bajo, Porter hizo un llamativo regreso en 1948 con Kiss Me, Kate. Fue con diferencia su espectáculo de mayor éxito, con 1.077 representaciones en Nueva York y 400 en Londres. La producción ganó el premio Tony al mejor musical (el primer Tony concedido en esa categoría), y Porter ganó el premio al mejor compositor y letrista. La partitura incluye "Another Op'nin', Another Show", "Wunderbar", "So In Love", "We Open in Venice", "Tom, Dick or Harry", "I've Come to Wive It Wealthily in Padua", "Too Darn Hot", "Always True to You (in My Fashion)" y "Brush Up Your Shakespeare".
Porter comenzó la década de 1950 con Out of This World (1950), que tenía algunos buenos números pero demasiado camp y vulgaridad, y no tuvo mucho éxito. Su siguiente espectáculo, Can-Can (1952), con C'est Magnifique y It's All Right with Me, fue otro éxito, con 892 representaciones. La última producción original de Porter en Broadway, Silk Stockings (1955), con "All of You", también fue un éxito, con 477 representaciones. Porter escribió dos partituras más para películas y música para un especial de televisión antes de poner fin a su carrera en Hollywood. La película High Society (1956), protagonizada por Bing Crosby, Frank Sinatra y Grace Kelly, incluía la última gran canción de éxito de Porter "True Love". Fue adaptada como musical de teatro del mismo nombre. Porter también escribió números para la película Les Girls (1957), protagonizada por Gene Kelly. Su última partitura fue para el especial de televisión de la CBS Aladdin (1958).
Porter era clara y abiertamente homosexual, lo que parecía no ser problema para su esposa ocho años mayor que él. En esos días, no era infrecuente que gais ricos se casaran con mujeres acomodadas. Porter y Thomas estuvieron casados hasta que ella murió en 1954. Tuvo una relación en 1925 con el ruso Borís Kojnó y una larga relación con Howard Sturges; con un arquitecto de Boston, Ed Tauch, para quien escribió «Easy to Love»; con el coreógrafo Nelson Barclift (quien le inspiró la preciosa canción «Night and Day»); con el director de cine John Wilson y con su amigo durante mucho tiempo Ray Kelly, cuyos hijos aún reciben la mitad de los derechos de autor de Porter.
Además, muchas de las canciones de Porter se han hecho célebres gracias a las versiones de diversos músicos y cantantes. Entre las canciones: «I've Got You Under My Skin», «Night and Day», «I Get a Kick Out of You», «So in Love», «I Love Paris», «My Heart Belongs to Daddy» (que cantaron Marilyn Monroe y mucho después en español Rubi y los Casinos), «Anything Goes», entre muchas otras.
Entre los intérpretes habituales de sus éxitos, se cuentan Frank Sinatra, Ella Fitzgerald, Charlie Parker.
La película De-Lovely, dirigida por Irwin Winkler en 2004, narra la vida de Cole Porter en forma de musical.
En 2011 Woody Allen escribió y dirigió Midnight in Paris (Medianoche en París) donde Cole Porter, interpretado por Yves Hekc, aparece actuando, y su música también se escucha incidentalmente.

## Musicales
Los cinco primeros títulos corresponden a trabajos realizados durante su etapa como estudiante en Yale y en Harvard.
- 1911: Cora
- 1912: And the Villain Still Pursued Her
- 1912: The Pot of Gold
- 1913: The Kaleidoscope
- 1914: Paranoia
- 1930: See America First (Su primer estreno en Broadway, un gran fracaso que duró dos semanas en cartel)
- 1932: Gay Divorce
- 1933: Nymph Errant
- 1934: Anything Goes
- 1934: Adiós Argentina (película no culminada que hubiera contenido su inmortal y ampliamente versionado tema country 'Don't Fence Me In')
- 1935: Jubilee
- 1936: Red, Hot and Blue
- 1937: You Never Know
- 1938: Leave It To Me!
- 1939: Broadway Melody Of 1940
- 1939: Dubarry Was A Lady
- 1940: Panama Hattie
- 1941: Let's Face It! (con libreto de Dorothy Fields y Hebert Fields)
- 1942: Something for the Boys (con libreto de Dorothy Fields y Hebert Fields)
- 1942: Something To Shout About
- 1943: Mexican Hayride (con libreto de Dorothy Fields y Hebert Fields)
- 1944: Seven Lively Arts
- 1946: Around the World in Eighty Days
- 1948: Kiss Me, Kate
- 1950: Out of This World
- 1953: Can-Can
- 1955: Silk Stockings
- 1956: Les Girls

## Canciones
Hay varias listas compilando las canciones escritas por Cole Porter:
- En la Library of Congress
- the Cole Porter Collection
- Compilación playbill
- "A Cole Porter Bibliography" en Soundheimguide.com, consultada el 10 de marzo de 2011

## Premios y distinciones
Premios Óscar
| Año  | Categoría              | Canción                            | Película                 | Resultado |
| ---- | ---------------------- | ---------------------------------- | ------------------------ | --------- |
| 1937 | Mejor canción original | «I've Got You Under My Skin»       | Nacida para la danza     | Nominado  |
| 1942 | Mejor canción original | «Since I Kissed My Baby Goodbye»   | Desde aquel beso         | Nominado  |
| 1944 | Mejor canción original | «You'd Be So Nice to Come Home To» | Something to Shout About | Nominado  |
| 1957 | Mejor canción original | «True Love»                        | Alta sociedad            | Nominado  |

## En el cine
- De-Lovely, película estadounidense de 2004 dirigida por Irwin Winkler.